# 斯特凡·洛赫尔
斯特凡·洛赫尔（德語：Stefan Locher，1968年1月11日—），德国男子赛艇运动员。他曾代表德国参加世界赛艇锦标赛，获得二枚金牌，均来自男子轻量级八人单桨有舵手项目。